# Chibchanirvana bispinosa
Chibchanirvana bispinosa är en insektsart som beskrevs av Dietrich 2004. Chibchanirvana bispinosa ingår i släktet Chibchanirvana och familjen dvärgstritar. Inga underarter finns listade i Catalogue of Life.